# Dimensions extres
En física, les dimensions extres són hipotètiques dimensions espacials més enllà de les tres observades experimentalment. En els càlculs teòrics, la norma habitual és considerar un espaitemps (3+1)-dimensional format per tres dimensions de l'espai i una del temps. Tanmateix, hi ha teories matemàtiques que introdueixen més dimensions de l'espai, per exemple per intentar unificar les forces fonamentals de gauge (electromagnetisme, força nuclear forta, força nuclear feble) i la gravetat. El primer intent en aquesta direcció fou la teoria de Kaluza-Klein. Els casos més notables són les teories de cordes, i la seva generalització en la teoria M, que requereixen 10 o 11 dimensions d'espaitemps, i prediuen l'existència de D-branes, objectes dinàmics de diverses dimensions.
Els conceptes d'espais de 4 o 5 dimensions també apareixen en altres contexts. Normalment, no es consideren dimensions extra en la direcció del temps, car introdueixen problemes de causalitat.

## Tipus
Fins ara, no existeix cap evidència experimental o observacional que confirmi l'existència de dimensions extres. Si les dimensions extres existeixen, han de ser amagades per algun mecanisme físic. Existeixen diverses possibilitats teòriques considerades fins ara:
- Dimensions extres «grans» (d'escala en principi experimentalment observable): Podrien existir dimensions extres grans que no són aparents perquè la matèria visible del nostre univers està confinada dins un subespai de (3+1)-dimensions. Les excitacions de corda oberta, associades amb interaccions de gauge, estan confinades als punts finals de la brana, mentre que les cordes tancades, mitjanceres de la interacció gravitacional, són lliures de propagar-se per tot l'espaitemps, anomenat el bulk. Això podria ser explicar perquè la gravetat és exponencialment més feble que les altres forces, car es dilueix de forma efectiva mentre es propaga per un volum de més dimensions. El model teòric més conegut d'aquest tipus de dimensions és el d'ADD.
- Dimensions extres «enrotllades» o compactes (que poden ser arbitràriament petites i, per tant, invisibles als experiments actuals), tals com les proposades pel model de Randall-Sundrum (RS), basat en geometria deformada, on el nostre univers és un espai anti-de Sitter de cinc dimensions i les partícules elementals, excepte el gravitó, es localitzen en una brana (o branes) de dimensions (3+1).
- Les dimensions extres són dites universals si tots els camps (i partícules associades) són igualment lliures de propagar dins elles.

Els límits més recents en la mida i altres propietats d'aquestes dimensions extres són imposats en col·lisions de molta alta energia en experiments de física de partícules al Gran Col·lisionador d'Hadrons.

## Teoria de Kaluza-Klein
La teoria Kaluza–Klein fou el primer intent d'unificar gravetat amb els interaccions de gauge, basant-se en la idea que la gravetat propagant-se en dimensions petites compactes addicionals és equivalent a les interaccions de gauge a distàncies llargues. Aquesta teoria, en particular, reprodueix electromagnetisme quan la geometria de les dimensions extres és trivial. Tanmateix, a energies molt altes o distàncies molt curtes, aquest model pateix les mateixes dificultats matemàtiques dels intents de desenvolupar una gravetat quàntica. Aquests models requereixen, doncs, una completesa en l'ultraviolat del tipus proporcionat per la teoria de cordes. En particular, la teoria de supercordes requereix sis dimensions compactes que formen una varietat de Calabi–Yau. Per això, la teoria de Kaluza-Klein pot ser considerada ella sola com una descripció incompleta, o com un subconjunt modelitzat de la teoria de cordes.

## Dimensions extres «grans»
La realització fenomenològica més coneguda de les dimensions extra grans la dona el model ADD, proposat per Nima Arkani-Hamed, Savas Dimopoulos, i Gia Dvali el 1998. La motivació principal del model ADD és solucionar el problema de jerarquia, i.e. la feblesa de la gravetat comparada amb les altres forces. Aquesta teoria requereix que els camps del Model Estàndard estiguin limitats a una brana 4-dimensional, mentre la gravetat es propaga en diverses dimensions espacials addicionals que són grans comparades amb l'escala de Planck.
Els resultats experimentals de l'LHC no semblen donar suport a aquest model fins ara. Tanmateix la gamma d'operació de l'LHC (8 TeV d'energia al centre de masses) cobreix només una part petita de la gamma predita per evidenciar el model ADD (d'uns quants TeV a 10¹⁶ TeV). La col·laboració del satèl·lit Fermi-LAT va publicar el 2012 límits en el model ADD a partir d'observacions d'estrelles de neutrons. Si l'escala d'unificació és a un TeV, llavors per un nombre de dimensions espacials n < 4, els resultats implicaven que la topologia de compactificació era més complicada que un torus, i.e., totes les dimensions extres grans tenint la mateixa mida. Per dimensions ADD planes de la mateixa mida, els límits més baixos són compatibles amb n ≥ 4. Els resultats són més constrinyents que els límits de l'LHC, per a n<4.

## Dimensions extres «enrotllades»
El model Randall-Sundrum n'és la realització més coneguda. Fou proposat el 1999 per Lisa Randall i Raman Sundrum, descontents amb els models de dimensions extres universals car requerien dos ajustos fins; un pel valor de la constant cosmològica del bulk i l'altre per les tensions de les branes. El model suposa que el món real és un univers multi-dimensional descrit per geometria deformada. Més concretament, el nostre univers seria un espai anti-de Sitter cinc-dimensional i les partícules elementals excepte el gravitó estarien localitzades en una brana (o branes) (3 + 1)-dimensionals.
Les dimensions enrotllades han estat aplicades en cosmologia. Per exemple, la cosmologia de gas de branes pretén explicar perquè hi ha tres dimensions espacial emprant consideracions topològiques i termodinàmiques. Segons aquesta idea, l'espai és tridimensional perquè tres és el nombre més gran de dimensions espacials on les cordes es poden genèricament encreuar. Si inicialment hi ha molts bobinatges de cordes al voltant de dimensions compactes, l'espai només es pot expandir a mides macroscòpiques una vegada que aquests bobinatges són eliminats, la qual cosa requereix l'anihilació de cordes. Perquè les cordes es puguin trobar i anihilar a un ritme significatiu, calen tres dimensions i, per tant, només tres dimensions espacials poden fer-se macroscòpiques a partir d'aquest tipus de configuració inicial.

## Dimensions extres universals
Aquests models proposats el 2000, assumeixen que tots els camps es propaguen universalment en les dimensions extres; a diferència del model ADD que requereix que els camps del Model Estàndard estiguin limitats a una membrana quatre-dimensional, mentre la gravetat és l'única que es propaga per les dimensions extres.
Se suposa que les dimensions extres universals són compactificades en radis molt més grans que la longitud de Planck tradicional, tot i que més petites que en el model ADD, ~10−18 m. En aquests models genèrics, les ressonàncies de Kaluza–Klein —fins ara no observades— associades als camps del Model Estàndard apareixerien a una escala d'energia que és directament proporcional a l'invers de la mida de la dimensió extra ("escala de compactificació"): MKK ~ R-1.
Els límits experimentals (basats en dades del Gran Col·lisionador d'Hadrons) en l'escala de compactificació d'una o dues dimensions extres universals són aproximadament d'1 TeV. Altres límits a diversos centenars de GeV provenen de mesures de precisió electrofebles al pol del bosó Z, del moment magnètic del muó, i dels límits de corrents neutres amb canvis de sabor. Utilitzant dimensions extres universals per explicar la matèria fosca aporta un límit superior en l'escala de compactificació de diversos TeV.